# Britische Unterhauswahl 2019 in Wales
Die Unterhauswahl 2019 im Vereinigten Königreich wurde am  12. Dezember 2019 abgehalten. Alle 650 Unterhausabgeordneten, einschließlich der 40 Abgeordneten aus Wales, wurden neu gewählt.
Gegenüber der Unterhauswahl 2017 verlor in Wales die Labour Party sechs Unterhauswahlkreise, die alle an die Konservative Partei gingen. Dem lag ein Verlust der Labour Party von 8 % der Stimmen zugrunde, während die  Brexit Party 5,4 % und die Konservativen 2,5 % dazugewannen. Allerdings blieb die Labour Party die stärkste Partei mit einem Stimmenanteil von 40,9 %.
Die Liberaldemokraten hatten zwar zuvor in der Nachwahl von 2019 den Wahlkreis Brecon and Radnorshire erobert, sie verloren jedoch Stimmen an die Konservativen. Die Partei Plaid Cymru behauptete ihre vier Unterhaussitze. Ihr Stimmanteil ging um 0,5 %  zurück.
Insgesamt wurden in Wales 1.544.357 Stimmen abgegeben, was einer Wahlbeteiligung von  66,6 % entspricht.

## Das Wahlsystem
In den Wahlkreisen wird jeweils ein Abgeordneter gewählt. Es gilt das Mehrheitswahlrecht.

## Vorgeschichte, Hintergrund
Bei der Wahl zum Europaparlament im Juni 2019 im Wahlkreis Wales hatte die erst im Januar 2019 gegründete Brexit Party 32,5 % der Stimmen und zwei Sitze erobert. Plaid Cymru kam an zweiter Stelle mit 20 % und einem Sitz für Jill Evans; Labour war auf dem dritten Platz gelandet mit 15,3 % und einem Sitz für Jackie Jones.
Im Vorfeld der Unterhauswahl 2019 wurde der Abgeordnete von Aberconwy Guto Bebb aus der Fraktion der Partei der Konservativen ausgeschlossen, danach saß er als Unabhängiger im Unterhaus;  er trat bei der Wahl auch nicht mehr an. Ferner verloren die Konservativen bei einer Nachwahl den Wahlkreis Brecon and Radnorshire an die Liberaldemokraten. Vor der Unterhauswahl 2019 gehörten von den 40 Abgeordneten aus Wales 28 zur Labour Party, sechs zu den Konservativen, vier zu Plaid Cymru, einer zu den Liberaldemokraten, einer war unabhängig (Bebb).
In der vorangegangenen Unterhauswahl hatte die Partei Plaid Cymru einen Sitz erobert. Die Partei stand für ein Ende des Brexit und für die Abhaltung einer zweiten Volksbefragung auf der Basis eines  Brexit-Austrittsvereinbarung. Dagegen hatte das Wählervolk von Wales beim Referendum von 2016 entgegengesetzt abgestimmt. Die Partei machte 2019 dementsprechend keinen Zugewinn, ihr Stimmanteil sank vielmehr um 0,5 %.

## Besonders umkämpfte Wahlkreise

### Im Visier von Labour
- Arfon, bisher: Plaid Cymru (von Plaid gehalten)
- Preseli Pembrokeshire, bisheriger Abgeordneter: Conservative (von den Konservativen gehalten)

### Im Visier von Plaid Cymru
- Ynys Môn, bisher: Labour (von den Konservativen erobert)
- Llanelli, bisher: Labour (von Labour gehalten)

## Die Wahlergebnisse

Karte der Wahlkreise mit den Anteilen der Wahlsieger an den Wählerstimmen

| Partei                           | Partei            | Stimmen   | %    | Sitze |
| -------------------------------- | ----------------- | --------- | ---- | ----- |
|                                  | Labour Party      |           | 40,9 | 22    |
|                                  | Konservative      | 557.234   | 36,1 | 14    |
|                                  | Plaid Cymru       | 153.265   | 9,9  | 4     |
|                                  | Liberaldemokraten | 92.171    | 6,0  | 0     |
|                                  | Brexit-Partei     | 83.908    | 5,4  | 0     |
|                                  | Grüne             | 15.828    | 1,0  | 0     |
|                                  | Andere            | 9.916     | 0,6  | 0     |
| gültige Stimmen                  | gültige Stimmen   | 1.544.357 |      |       |
| Leere oder ungültige Stimmzettel |                   |           |      |       |
| insgesamt                        | insgesamt         | 100       | -    | 40    |
| Enthaltungen                     |                   |           |      |       |
| Wahlbeteiligung                  | Wahlbeteiligung   | 2.318.507 | 66,6 |       |

### Die Ergebnisse in den Wahlkreisen
| Wahlkreis                               | County                           | 2017 Ergebnis                    | 2017 Ergebnis                    | 2019 Wahlsieger                  | 2019 Wahlsieger                  | 2019 Wahlsieger                  | 2019 Wahlsieger                  | 2019 Wahlsieger                  | Wahlbeteiligung | Stimmen | Stimmen | Stimmen | Stimmen | Stimmen | Stimmen | Stimmen | Stimmen   |  |  |  |  |  |  |  |  |  |  |  |
| Wahlkreis                               | County                           | 2017 Ergebnis                    | 2017 Ergebnis                    | Partei                           | Partei                           | Stimmen                          | Anteil                           | Mehrheit                         | Wahlbeteiligung | Lab     | Con     | PC      | LD      | Brx     | Grn     | Andere  | insgesamt |  |  |  |  |  |  |  |  |  |  |  |
| Wahlkreis                               | County                           | 2017 Ergebnis                    | 2017 Ergebnis                    | Partei                           | Partei                           | Stimmen                          | Anteil                           | Mehrheit                         | Wahlbeteiligung |         |         |         |         |         |         |         | insgesamt |  |  |  |  |  |  |  |  |  |  |  |
| --------------------------------------- | -------------------------------- | -------------------------------- | -------------------------------- | -------------------------------- | -------------------------------- | -------------------------------- | -------------------------------- | -------------------------------- | --------------- | ------- | ------- | ------- | ------- | ------- | ------- | ------- | --------- |  |  |  |  |  |  |  |  |  |  |  |
| Aberavon                                | WGM                              |                                  | Lab                              |                                  | Lab                              | 17.008                           | 53,8 %                           | 10.490                           | 62,3 %          | 17.008  | 6.518   | 2.711   | 1.072   | 3.108   | 450     | 731     | 31.598    |  |  |  |  |  |  |  |  |  |  |  |
| Aberconwy                               | CON                              |                                  | Con                              |                                  | Con                              | 14.687                           | 46,1 %                           | 2.034                            | 71,3 %          | 12.653  | 14.687  | 2.704   | 1.821   | —       | —       | —       | 31.865    |  |  |  |  |  |  |  |  |  |  |  |
| Alyn and Deeside                        | CON                              |                                  | Lab                              |                                  | Lab                              | 18.271                           | 42 %                             | 213                              | 68,5 %          | 18.271  | 18.058  | 1.453   | 2.548   | 2.678   | —       | —       | 43.003    |  |  |  |  |  |  |  |  |  |  |  |
| Arfon                                   | GWN                              |                                  | PC                               |                                  | PC                               | 13.134                           | 45,2 %                           | 2.781                            | 68,9 %          | 10.353  | 4.428   | 13.134  | —       | 1.159   | —       | —       | 29.074    |  |  |  |  |  |  |  |  |  |  |  |
| Blaenau Gwent                           | GNT                              |                                  | Lab                              |                                  | Lab                              | 14.862                           | 49,2 %                           | 8.647                            | 59,6 %          | 14.862  | 5.749   | 1.722   | 1.285   | 6.215   | 386     | —       | 30.219    |  |  |  |  |  |  |  |  |  |  |  |
| Brecon and Radnorshire                  | POW                              |                                  | Con                              |                                  | Con                              | 21.958                           | 53,1 %                           | 7.131                            | 74,5 %          | 3.944   | 21.958  | —       | 14.827  | —       | —       | 590     | 41.319    |  |  |  |  |  |  |  |  |  |  |  |
| Bridgend                                | MGM                              |                                  | Lab                              |                                  | Con                              | 18.193                           | 43,1 %                           | 1.157                            | 66,7 %          | 17.036  | 18.193  | 2.013   | 2.368   | 1.811   | 815     | —       | 42.236    |  |  |  |  |  |  |  |  |  |  |  |
| Caerphilly                              | GNT                              |                                  | Lab                              |                                  | Lab                              | 18.018                           | 44,9 %                           | 6.833                            | 63,5 %          | 18.018  | 11.185  | 6.424   | —       | 4.490   | —       | —       | 40.117    |  |  |  |  |  |  |  |  |  |  |  |
| Cardiff Central                         | SGM                              |                                  | Lab                              |                                  | Lab                              | 25.605                           | 61,2 %                           | 17.179                           | 65,3 %          | 25.605  | 8.426   | —       | 6.298   | 1.006   | —       | 487     | 41.822    |  |  |  |  |  |  |  |  |  |  |  |
| Cardiff North                           | SGM                              |                                  | Lab                              |                                  | Lab                              | 26.064                           | 49,5 %                           | 6.982                            | 77,0 %          | 26.064  | 19.082  | 1.606   | 3.580   | 1.311   | 820     | 203     | 52.666    |  |  |  |  |  |  |  |  |  |  |  |
| Cardiff South and Penarth               | SGM                              |                                  | Lab                              |                                  | Lab                              | 27.382                           | 54,1 %                           | 12.737                           | 64,2 %          | 27.382  | 14.645  | 2.386   | 2.985   | 1.999   | 1.182   | —       | 50.579    |  |  |  |  |  |  |  |  |  |  |  |
| Cardiff West                            | SGM                              |                                  | Lab                              |                                  | Lab                              | 23.908                           | 51,8 %                           | 10.986                           | 67,4 %          | 23.908  | 12.922  | 3.864   | 2.731   | 1.619   | 1.133   | —       | 45.817    |  |  |  |  |  |  |  |  |  |  |  |
| Carmarthen East and Dinefwr             | DFD                              |                                  | PC                               |                                  | PC                               | 15.939                           | 38,9 %                           | 1.809                            | 71,4 %          | 8.622   | 14.130  | 15.939  | —       | 2.311   | —       | —       | 40.456    |  |  |  |  |  |  |  |  |  |  |  |
| Carmarthen West and South Pembrokeshire | DFD                              |                                  | Con                              |                                  | Con                              | 22.183                           | 52,7 %                           | 7.745                            | 71,8 %          | 14.438  | 22.183  | 3.633   | 1.860   | —       | —       | —       | 42.114    |  |  |  |  |  |  |  |  |  |  |  |
| Ceredigion                              | DFD                              |                                  | PC                               |                                  | PC                               | 15.208                           | 37,9 %                           | 6.329                            | 71,3 %          | 6.317   | 8.879   | 15.208  | 6.975   | 2.063   | 663     | —       | 40.105    |  |  |  |  |  |  |  |  |  |  |  |
| Clwyd South                             | CON                              |                                  | Lab                              |                                  | Con                              | 16.222                           | 44,7 %                           | 1.239                            | 67,3 %          | 14.983  | 16.222  | 2.137   | 1.496   | 1.468   | —       | —       | 36.306    |  |  |  |  |  |  |  |  |  |  |  |
| Clwyd West                              | CON                              |                                  | Con                              |                                  | Con                              | 20.403                           | 50,7 %                           | 6.747                            | 69,7 %          | 13.656  | 20.403  | 3.907   | 2.237   | —       | —       | —       | 40.203    |  |  |  |  |  |  |  |  |  |  |  |
| Cynon Valley                            | MGM                              |                                  | Lab                              |                                  | Lab                              | 15.533                           | 51,4 %                           | 8.822                            | 59,1 %          | 15.533  | 6.711   | 2.562   | 949     | 3.045   | —       | 1.436   | 30.236    |  |  |  |  |  |  |  |  |  |  |  |
| Delyn                                   | CON                              |                                  | Lab                              |                                  | Con                              | 16.756                           | 43,7 %                           | 865                              | 70,3 %          | 15.891  | 16.756  | 1.406   | 2.346   | 1.971   | —       | —       | 38.370    |  |  |  |  |  |  |  |  |  |  |  |
| Dwyfor Meirionnydd                      | GWN                              |                                  | PC                               |                                  | PC                               | 14.447                           | 48,3 %                           | 4.740                            | 67,5 %          | 3.998   | 9.707   | 14.447  | —       | 1.776   | —       | —       | 29.928    |  |  |  |  |  |  |  |  |  |  |  |
| Gower                                   | WGM                              |                                  | Lab                              |                                  | Lab                              | 20.208                           | 45,4 %                           | 1.837                            | 72,0 %          | 20.208  | 18.371  | 2.288   | 2.236   | 1.379   | —       | —       | 44.482    |  |  |  |  |  |  |  |  |  |  |  |
| Islwyn                                  | GNT                              |                                  | Lab                              |                                  | Lab                              | 15.356                           | 44,7 %                           | 5.464                            | 62,0 %          | 15.356  | 9.892   | 2.286   | 1.313   | 4.834   | 669     | —       | 34.350    |  |  |  |  |  |  |  |  |  |  |  |
| Llanelli                                | DFD                              |                                  | Lab                              |                                  | Lab                              | 16.125                           | 42,2 %                           | 4.670                            | 63,2 %          | 16.125  | 11.455  | 7.048   | —       | 3.605   | —       | —       | 38.233    |  |  |  |  |  |  |  |  |  |  |  |
| Merthyr Tydfil and Rhymney              | GNT                              |                                  | Lab                              |                                  | Lab                              | 16.913                           | 52,4 %                           | 10.606                           | 57,3 %          | 16.913  | 6.307   | 2.446   | 1.116   | 3.604   | —       | 1.860   | 32.246    |  |  |  |  |  |  |  |  |  |  |  |
| Monmouth                                | GNT                              |                                  | Con                              |                                  | Con                              | 26.160                           | 52,1 %                           | 9.982                            | 74,8 %          | 16.178  | 26.160  | 1.182   | 4.909   | —       | 1.353   | 435     | 50.217    |  |  |  |  |  |  |  |  |  |  |  |
| Montgomeryshire                         | POW                              |                                  | Con                              |                                  | Con                              | 20.020                           | 58,5 %                           | 12.138                           | 69,8 %          | 5.585   | 20.020  | —       | 7.882   | —       | —       | 727     | 34.241    |  |  |  |  |  |  |  |  |  |  |  |
| Neath                                   | WGM                              |                                  | Lab                              |                                  | Lab                              | 15.920                           | 43,3 %                           | 5.637                            | 65,2 %          | 15.920  | 10.283  | 4.495   | 1.485   | 3.184   | 728     | 661     | 36.756    |  |  |  |  |  |  |  |  |  |  |  |
| Newport East                            | GNT                              |                                  | Lab                              |                                  | Lab                              | 16.125                           | 44,4 %                           | 1.992                            | 62,0 %          | 16.125  | 14.133  | 872     | 2.121   | 2.454   | 577     | —       | 36.282    |  |  |  |  |  |  |  |  |  |  |  |
| Newport West                            | GNT                              |                                  | Lab                              |                                  | Lab                              | 18.977                           | 43,7 %                           | 902                              | 65,2 %          | 18.977  | 18.075  | 1.187   | 2.565   | 1.727   | 902     | —       | 43.433    |  |  |  |  |  |  |  |  |  |  |  |
| Ogmore                                  | MGM                              |                                  | Lab                              |                                  | Lab                              | 17.602                           | 49,7 %                           | 7.805                            | 61,5 %          | 17.602  | 9.797   | 2.919   | 1.460   | 2.991   | 621     | —       | 35.390    |  |  |  |  |  |  |  |  |  |  |  |
| Pontypridd                              | MGM                              |                                  | Lab                              |                                  | Lab                              | 17.381                           | 44,5 %                           | 5.887                            | 64,7 %          | 17.381  | 11.494  | 4.990   | —       | 2.917   | —       | 2.278   | 39.060    |  |  |  |  |  |  |  |  |  |  |  |
| Preseli Pembrokeshire                   | DFD                              |                                  | Con                              |                                  | Con                              | 21.381                           | 50,4 %                           | 5.062                            | 71,2 %          | 16.319  | 21.381  | 2.776   | 1.943   | —       | —       | —       | 42.419    |  |  |  |  |  |  |  |  |  |  |  |
| Rhondda                                 | MGM                              |                                  | Lab                              |                                  | Lab                              | 16.115                           | 54,4 %                           | 11.440                           | 59,0 %          | 16.115  | 4.675   | 4.069   | 612     | 3.733   | 438     | —       | 29.642    |  |  |  |  |  |  |  |  |  |  |  |
| Swansea East                            | WGM                              |                                  | Lab                              |                                  | Lab                              | 17.405                           | 51,8 %                           | 7.970                            | 57,4 %          | 17.405  | 9.435   | 1.905   | 1.409   | 2.842   | 583     | —       | 33.579    |  |  |  |  |  |  |  |  |  |  |  |
| Swansea West                            | WGM                              |                                  | Lab                              |                                  | Lab                              | 18.493                           | 51,6 %                           | 8.116                            | 62,8 %          | 18.493  | 10.377  | 1.984   | 2.993   | 1.983   | —       | —       | 35.830    |  |  |  |  |  |  |  |  |  |  |  |
| Torfaen                                 | GNT                              |                                  | Lab                              |                                  | Lab                              | 15.546                           | 41,8 %                           | 3.742                            | 60,2 %          | 15.546  | 11.804  | 1.441   | 1.831   | 5.742   | 812     | —       | 37.176    |  |  |  |  |  |  |  |  |  |  |  |
| Vale of Clwyd                           | CON                              |                                  | Lab                              |                                  | Con                              | 17.270                           | 46,4 %                           | 1.827                            | 65,7 %          | 15.443  | 17.270  | 1.552   | 1.471   | 1.477   | —       | —       | 37.213    |  |  |  |  |  |  |  |  |  |  |  |
| Vale of Glamorgan                       | SGM                              |                                  | Con                              |                                  | Con                              | 27.305                           | 49,8 %                           | 3.562                            | 71,6 %          | 23.743  | 27.305  | —       | —       | —       | 3.251   | 508     | 54.807    |  |  |  |  |  |  |  |  |  |  |  |
| Wrexham                                 | CON                              |                                  | Lab                              |                                  | Con                              | 15.199                           | 45,3 %                           | 2.131                            | 67,4 %          | 13.068  | 15.199  | 2.151   | 1.447   | 1.222   | 445     | —       | 33.532    |  |  |  |  |  |  |  |  |  |  |  |
| Ynys Môn                                | GWN                              |                                  | Lab                              |                                  | Con                              | 12.959                           | 35,5 %                           | 1.968                            | 70,4 %          | 10.991  | 12.959  | 10.418  | —       | 2.184   | —       | —       | 36.552    |  |  |  |  |  |  |  |  |  |  |  |
| Das Ergebnis für alle Wahlkreise        | Das Ergebnis für alle Wahlkreise | Das Ergebnis für alle Wahlkreise | Das Ergebnis für alle Wahlkreise | Das Ergebnis für alle Wahlkreise | Das Ergebnis für alle Wahlkreise | Das Ergebnis für alle Wahlkreise | Das Ergebnis für alle Wahlkreise | Das Ergebnis für alle Wahlkreise | Wahlbeteiligung |         |         |         |         |         |         |         | insgesamt |  |  |  |  |  |  |  |  |  |  |  |
| Das Ergebnis für alle Wahlkreise        | Das Ergebnis für alle Wahlkreise | Das Ergebnis für alle Wahlkreise | Das Ergebnis für alle Wahlkreise | Das Ergebnis für alle Wahlkreise | Das Ergebnis für alle Wahlkreise | Das Ergebnis für alle Wahlkreise | Das Ergebnis für alle Wahlkreise | Das Ergebnis für alle Wahlkreise | Wahlbeteiligung | Lab     | Con     | PC      | LD      | Brx     | Grn     | Andere  | insgesamt |  |  |  |  |  |  |  |  |  |  |  |
| Das Ergebnis für alle Wahlkreise        | Das Ergebnis für alle Wahlkreise | Das Ergebnis für alle Wahlkreise | Das Ergebnis für alle Wahlkreise | Das Ergebnis für alle Wahlkreise | Das Ergebnis für alle Wahlkreise | Das Ergebnis für alle Wahlkreise | Das Ergebnis für alle Wahlkreise | Das Ergebnis für alle Wahlkreise | Wahlbeteiligung | Votes   |         |         |         |         |         |         |           |  |  |  |  |  |  |  |  |  |  |  |
| Das Ergebnis für alle Wahlkreise        | Das Ergebnis für alle Wahlkreise | Das Ergebnis für alle Wahlkreise | Das Ergebnis für alle Wahlkreise | Das Ergebnis für alle Wahlkreise | Das Ergebnis für alle Wahlkreise | Das Ergebnis für alle Wahlkreise | Das Ergebnis für alle Wahlkreise | Das Ergebnis für alle Wahlkreise | 66,6 %          | 632.035 | 557.234 | 153.265 | 92.171  | 83.908  | 15.828  | 9.916   | 1.544.357 |  |  |  |  |  |  |  |  |  |  |  |
| Das Ergebnis für alle Wahlkreise        | Das Ergebnis für alle Wahlkreise | Das Ergebnis für alle Wahlkreise | Das Ergebnis für alle Wahlkreise | Das Ergebnis für alle Wahlkreise | Das Ergebnis für alle Wahlkreise | Das Ergebnis für alle Wahlkreise | Das Ergebnis für alle Wahlkreise | Das Ergebnis für alle Wahlkreise | 66,6 %          | 40,9 %  | 36,1 %  | 9,9 %   | 6,0 %   | 5,4 %   | 1,0 %   | 0,6 %   | 100,0 %   |  |  |  |  |  |  |  |  |  |  |  |
| Das Ergebnis für alle Wahlkreise        | Das Ergebnis für alle Wahlkreise | Das Ergebnis für alle Wahlkreise | Das Ergebnis für alle Wahlkreise | Das Ergebnis für alle Wahlkreise | Das Ergebnis für alle Wahlkreise | Das Ergebnis für alle Wahlkreise | Das Ergebnis für alle Wahlkreise | Das Ergebnis für alle Wahlkreise | 66,6 %          | Seats   |         |         |         |         |         |         |           |  |  |  |  |  |  |  |  |  |  |  |
| Das Ergebnis für alle Wahlkreise        | Das Ergebnis für alle Wahlkreise | Das Ergebnis für alle Wahlkreise | Das Ergebnis für alle Wahlkreise | Das Ergebnis für alle Wahlkreise | Das Ergebnis für alle Wahlkreise | Das Ergebnis für alle Wahlkreise | Das Ergebnis für alle Wahlkreise | Das Ergebnis für alle Wahlkreise | 66,6 %          | 22      | 14      | 4       | 0       | 0       | 0       | 0       | 40        |  |  |  |  |  |  |  |  |  |  |  |
| Das Ergebnis für alle Wahlkreise        | Das Ergebnis für alle Wahlkreise | Das Ergebnis für alle Wahlkreise | Das Ergebnis für alle Wahlkreise | Das Ergebnis für alle Wahlkreise | Das Ergebnis für alle Wahlkreise | Das Ergebnis für alle Wahlkreise | Das Ergebnis für alle Wahlkreise | Das Ergebnis für alle Wahlkreise | 66,6 %          | 55 %    | 35 %    | 10 %    | 0 %     | 0 %     | 0 %     | 0 %     | 100,0 %   |  |  |  |  |  |  |  |  |  |  |  |